# Zespół Waterhouse’a-Friderichsena
Zespół Waterhouse’a-Friderichsena (ang. Waterhouse-Friderichsen syndrome, WFS) – zespół objawów spowodowanych masywnym, zazwyczaj obustronnym krwotokiem do nadnerczy w przebiegu posocznicy, najczęściej wywołanej przez Neisseria meningitidis. Choroba ta przebiega piorunująco i potrafi doprowadzić do śmierci w ciągu kilku godzin.

## Etiologia
Klasycznie objawy zespołu Waterhouse’a-Friedrichsena występują w przebiegu posocznicy meningokokowej; także posocznica pneumokokowa może przebiegać z ostrą niewydolnością nadnerczy (w takim przypadku większość przypadków WFS występuje u osób z asplenią). W ciągu dwóch pierwszych dekad XXI wieku dowiedziono, że Staphylococcus aureus, pałeczka ropy błękitnej i inne patogeny mogą wywołać posocznicę z przełomem nadnerczowym i WFS oraz że przyczyną tej choroby może być zespół wstrząsu toksycznego wywołany przez paciorkowce grupy A.

## Objawy i przebieg
W zespole Waterhouse’a-Friedrichsena obok objawów posocznicy występują objawy przełomu nadnerczowego, czyli ostrej niewydolności kory nadnerczy: znaczne osłabienie, nudności, wymioty, biegunka, tachykardia, obniżenie ciśnienia tętniczego i wstrząs. Krzepnięcie wewnątrznaczyniowe objawia się rozległymi wylewami krwi w skórze.

## Historia
Zespół jako pierwsi opisali niezależnie od siebie angielski lekarz Rupert Waterhouse (1873–1958) w roku 1911 i duński pediatra Carl Friderichsen (1886–1979) w 1918 roku.

## Leczenie
Leczenie zespołu Waterhause’a-Friderichsena polega na stosowaniu dużych dawek kortykosteroidów i leczeniu zakażenia, które jest jego przyczyną

## Klasyfikacja ICD10
| kod ICD10     | nazwa choroby                                                                |
| ------------- | ---------------------------------------------------------------------------- |
| ICD-10: A39.1 | Meningokokowe krwotoczne zapalenie nadnerczy                                 |
| ICD-10: E35.1 | Zaburzenia czynności nadnerczy w schorzeniach sklasyfikowanych gdzie indziej |